# موش جنگلی برایانت
موش جنگلی برایانت (نام علمی: Neotoma bryanti) نام یک گونه از سرده موش کپه‌ساز است.